# Masahide Hiraoka
Masahide Hiraoka (平岡 将豪 Hiraoka Masahide?, nacido el 12 de mayo de 1995 en Fukuoka) es un futbolista japonés que se desempeña como delantero.

## Trayectoria

### Clubes
| Club               | País  | Año         |
| ------------------ | ----- | ----------- |
| AC Nagano Parceiro | Japón | 2014 - 2016 |
| Azul Claro Numazu  | Japón | 2015        |
| Iwaki FC           | Japón | 2016 -      |

## Estadística de carrera

### J. League
| Club               | Año   | J. League | J. League | Copa J. League | Copa J. League | Total | Total |
| Club               | Año   | Part.     | Goles     | Part.          | Goles          | Part. | Goles |
| ------------------ | ----- | --------- | --------- | -------------- | -------------- | ----- | ----- |
| AC Nagano Parceiro | 2014  | 0         | 0         | -              | -              | 0     | 0     |
| AC Nagano Parceiro | 2015  | 1         | 0         | -              | -              | 1     | 0     |
| AC Nagano Parceiro | 2016  | 1         | 0         | -              | -              | 1     | 0     |
| Total              | Total | 2         | 0         | 0              | 0              | 2     | 0     |